# Landfront Vlissingen
Het complex Landfront Vlissingen is ontstaan in de jaren 1942-1944 en is een onderdeel van de Atlantikwall, het Duitse militaire verdedigingsstelsel uit de Tweede Wereldoorlog.

Het Landfront Vlissingen was bedoeld om de kustverdediging op Walcheren vanaf de landzijde te beschermen tegen aanvallers.
Het is een ongeveer tien kilometer lange linie rondom de stad Vlissingen, tussen Valkenisse in het westen en Fort Rammekens in het oosten.
Het verdedigingsstelsel wordt gevormd door tankgrachten, een tankmuur en betonnen constructies zoals geschutsbunkers, mitrailleurbunkers, kazematten, drakentanden (tankversperringen), communicatiebunkers, personeelbunker, keukenbunker, zoeklichtopstelling.
Ruim zestig objecten hebben de status rijksmonument en daarnaast zijn er nog een aantal zonder monumentenstatus.